# 495-й истребительный авиационный полк ПВО

495-й истребительный авиационный полк ПВО (495-й иап ПВО) — воинская часть истребительной авиации ПВО, принимавшая участие в боевых действиях Великой Отечественной войны.

## Наименования полка
- 177-й «А» истребительный авиационный полк[1][2];
- 495-й истребительный авиационный полк ПВО[1][2];
- Войсковая часть (полевая почта) 36659[1][2].

## История и боевой путь полка
Полк сформирован 31 июля 1941 года как 177-й «А» истребительный авиационный полк в 6-м истребительном авиакорпусе ПВО на основе 34-го и 177-го истребительных авиационных полков по штату 015/134 на самолётах И-16.
В сентябре 1941 года 6 лётчиков на И-16 и 17 человек ИТС убыли в состав 433-го истребительного авиационного полка. 27 сентября 1941 года полк переименован в 495-й истребительный авиационный полк. В составе 6-го истребительного авиакорпуса ПВО Московской зоны ПВО вступил в боевые действия против фашистской Германии и её союзников на самолётах И-16. Осуществлял прикрытие города и военных объектов Москвы с воздуха, помимо выполнения задач ПВО вылетал на прикрытие своих войск, штурмовку войск противника, действуя в интересах командования наземных фронтов. Первая известная воздушная победа полка в Отечественной войне одержана 7 октября 1941 года: парой И-16 (ведущий старший лейтенант Семёнов Б. Т.) в воздушном бою в районе деревни Пасино сбит немецкий бомбардировщик Ju-88.
В октябре 1941 года 1-я эскадрилья полка перевооружена на истребители МиГ-3. В январе 1942 года полк переформирован по штату 015/174. 3 марта 1942 года из 6-го истребительного авиакорпуса ПВО Московской зоны ПВО полк передан в состав 125-й истребительной авиационной дивизии ПВО Тульского айона ПВО.
В мае 1942 года полк вновь переформирован по штату 015/134. 2-я эскадрилья перевооружена на истребители Як-1 и Як-7б. 29 июня 1943 года вместе со 125-й истребительной авиационной дивизией ПВО Тульского района ПВО полк вошёл в состав войск вновь образованного Западного фронта ПВО. 3 июля 1943 года две эскадрильи (1-я аэ на Як-7б и 2-я аэ на И-16) переданы в 960-й истребительный авиационный полк, одновременно из состава 960-го иап прибыли две аэ на самолётах Ла-5. В июле 1943 года полк полностью перевооружён на истребители Ла-5.
13 октября 1943 года полк из 125-й иад ПВО передан в состав 328-й истребительной авиационной дивизии ПВО Смоленского района ПВО Западного фронта ПВО. В апреле 1944 года в связи с реорганизацией войск ПВО страны в составе 328-й иад ПВО включён в 81-ю дивизию ПВО Северного фронта ПВО (образован 29.03.1944 года на базе Восточного и Западного фронтов ПВО). 2 августа 1944 года полк из 328-й иад ПВО передан в состав 36-й истребительной авиационной дивизии ПВО 4-го корпуса ПВО Северного фронта ПВО. В августе 1944 года вместе с 36-й иад передан в 5-й корпус ПВО Северного фронта ПВО.
24 декабря 1944 года вместе с 36-й иад ПВО 5-го корпуса ПВО включён в состав войск Западного фронта ПВО (2-го формирования) (преобразован из Северного фронта ПВО). 31 декабря 1944 года полк исключён из действующей армии. До конца войны входил в состав 36-й иад ПВО.
Всего в составе действующей армии полк находился: с 27 сентября 1941 года по 31 декабря 1944 года.

### Итоги боевой деятельности полка в Великой Отечественной войне
Всего за годы войны полком:
- Совершено боевых вылетов — 5731
- Сбито самолётов противника — 24
- Подбито самолётов противника — 12
- Свои потери (боевые): лётчиков — 12

## Командиры полка
- капитан Евсеев Николай Николаевич, 07.1941 — 09.1941
- капитан Пилюгин Николай Иванович, 27.09.1941 — 11.1941
- майор Барабанов Сергей Анисьевич, 12.1941 — 09.1942
- майор Чернобаев Иван Вакулович, 10.1942 — 22.04.1944
- майор Круглов Владимир Петрович, 02.05.1944 — 19.08.1944
- майор Гаркуша Кузьма Дмитриевич, 19.08.1944 — 23.01.1946

## Послевоенная история полка
После войны полк 23 сентября 1945 года из 36-й иад ПВО передан в состав 10-го иак ПВО. 23 января 1946 года полк расформирован в 10-м иак ПВО на основании директивы ГШ КА № орг/10/88861 и приказа Командующего ИА ЮЗФ ПВО № 00207 от 22.01.1946 г.

## Лётчики-асы полка
Летчики-асы полка, сбившие более 5-ти самолётов противника в воздушных боях.
| Фамилия, имя отчество     | Награды | Сбито самолётов (+ в группе) | Примечание                                                                    |
| ------------------------- | ------- | ---------------------------- | ----------------------------------------------------------------------------- |
| Гаркуша Кузьма Дмитриевич |         | 7 + 5                        | Командир полка: с августа 1944 по май 1945, Ла-5. Боевых вылетов: около 400.  |
| Ковалев Николай Иванович  |         | 9 + 3                        | Лётчик полка: май — июль 1944. Ла-5. Боевых вылетов: 370; воздушных боев: 82. |